# Infiltration (Fernsehserie)
Infiltration (Originaltitel: Invasion) ist eine US-amerikanische Science-Fiction-Fernsehserie, die von Simon Kinberg und David Weil entwickelt wurde. Die Premiere fand am 22. Oktober 2021 auf Apple TV+ statt. Die Serie wurde von Kritikern und Publikum durchwachsen bewertet.
Im Dezember 2021 wurde die Serie für eine zweite Staffel verlängert, deren Ausstrahlung am 23. August 2023 auf Apple TV+ startete. Im Februar 2024 wurde sie für eine dritte Staffel verlängert.

## Handlung
Eine Alieninvasion wird aus der Perspektive verschiedener Menschen auf unterschiedlichen Kontinenten dargestellt.

## Besetzung und Synchronisation
Die deutschsprachige Synchronisation entstand nach einem Dialogbuch und unter der Dialogregie von Stefan Krüger im Auftrag der FFS Film- & Fernseh-Synchron.

### Hauptdarsteller
| Rolle                         | Schauspieler           | Synchronsprecher  |
| ----------------------------- | ---------------------- | ----------------- |
| Aneesha Malik                 | Golshifteh Farahani    | Sanam Afrashteh   |
| Trevante Cole                 | Shamier Anderson       | Fabian Oscar Wien |
| Mitsuki Yamato                | Shiori Kutsuna         | Giuliana Jakobeit |
| Ahmed „Manny“ Malik           | Firas Nassar           | Jaron Löwenberg   |
| Caspar Morrow                 | Billy Barratt          | Luca Hinz         |
| Luke Malik                    | Azhy Robertson         | Mika Hinz         |
| Sarah Malik                   | Tara Moayedi           | Asya Tolaz        |
| Kaito Kawaguchi               | Daisuke Tsuji          |                   |
| Sheriff John Bell Tyson       | Sam Neill              | Wolfgang Condrus  |
| Jamila Huston                 | India Brown            | Clara Drews       |
| Montgomery (Monty) Cuttermill | Paddy Holland          | Tom Ferenc        |
| Rose Callaway                 | Nedra Marie Taylor     |                   |
| Maya Castillo                 | Naian González Norvind |                   |
| Clark Evans                   | Enver Gjokaj           | Martin Kautz      |
| Ryder Evans                   | Olivia-Mai Barrett     |                   |

### Nebendarsteller
| Rolle          | Schauspieler     | Synchronsprecher |
| -------------- | ---------------- | ---------------- |
| Hinata         | Rinko Kikuchi    |                  |
| Ikuro Murai    | Togo Igawa       |                  |
| Learah         | Tamara Lawrance  |                  |
| Darwin Charles | Louis Toghill    |                  |
| Alfie Ademura  | Cache Vanderpuye |                  |

## Episodenliste

### Staffel 1
| Nr. (ges.) | Nr. (St.) | Deutscher Titel | Originaltitel    | Erstveröffentlichung USA | Deutschsprachige Erstveröffentlichung (D/A/CH) | Regie            | Drehbuch                                                                              |
| ---------- | --------- | --------------- | ---------------- | ------------------------ | ---------------------------------------------- | ---------------- | ------------------------------------------------------------------------------------- |
| 1          | 1         | Zeichen         | Last Day         | 22. Okt. 2021            | 22. Okt. 2021                                  | Jakob Verbruggen | Simon Kinberg & David Weil                                                            |
| 2          | 2         | Kontakt         | Crash            | 22. Okt. 2021            | 22. Okt. 2021                                  | Jakob Verbruggen | Simon Kinberg & David Weil                                                            |
| 3          | 3         | Wajo            | Orion            | 22. Okt. 2021            | 22. Okt. 2021                                  | Jamie Payne      | Simon Kinberg & David Weil                                                            |
| 4          | 4         | Oben und unten  | The King Is Dead | 29. Okt. 2021            | 29. Okt. 2021                                  | Jamie Payne      | Simon Kinberg                                                                         |
| 5          | 5         | Gewissheit      | Going Home       | 5. Nov. 2021             | 5. Nov. 2021                                   | Amanda Marsalis  | Simon Kinberg                                                                         |
| 6          | 6         | Leise!          | Home Invasion    | 12. Nov. 2021            | 12. Nov. 2021                                  | Amanda Marsalis  | Andrew Baldwin                                                                        |
| 7          | 7         | Der letzte Flug | Hope             | 19. Nov. 2021            | 19. Nov. 2021                                  | Amanda Marsalis  | Simon Kinberg & Andrew Baldwin Idee: Simon Kinberg & David J. Rosen                   |
| 8          | 8         | Übertragung     | Contact          | 25. Nov. 2021            | 25. Nov. 2021                                  | Amanda Marsalis  | Andrew Baldwin & Simon Kinberg Idee: Andrew Baldwin, Simon Kinberg & Gursimran Sandhu |
| 9          | 9         | Gegenangriff    | Full of Stars    | 3. Dez. 2021             | 3. Dez. 2021                                   | Jakob Verbruggen | Andrew Baldwin & Simon Kinberg                                                        |
| 10         | 10        | Der Kompass     | First Day        | 10. Dez. 2021            | 10. Dez. 2021                                  | Jakob Verbruggen | Andrew Baldwin & Simon Kinberg                                                        |

### Staffel 2
| Nr. (ges.) | Nr. (St.) | Deutscher Titel            | Originaltitel               | Erstveröffentlichung USA | Deutschsprachige Erstveröffentlichung (D/A/CH) | Regie          | Drehbuch                                      |
| ---------- | --------- | -------------------------- | --------------------------- | ------------------------ | ---------------------------------------------- | -------------- | --------------------------------------------- |
| 11         | 1         | Tremor                     | Something’s Changed         | 23. Aug. 2023            | 23. Aug. 2023                                  | Alik Sakharov  | Simon Kinberg                                 |
| 12         | 2         | Paris                      | Chasing Ghosts              | 30. Aug. 2023            | 30. Aug. 2023                                  | Alik Sakharov  | Tatiana Suarez-Pico                           |
| 13         | 3         | Gegenangriff               | Fireworks                   | 6. Sep. 2023             | 6. Sep. 2023                                   | Alik Sakharov  | Aditi Brennan Kapil                           |
| 14         | 4         | Das Labyrinth              | The Tunnel                  | 13. Sep. 2023            | 13. Sep. 2023                                  | Brad Anderson  | Dan Dietz                                     |
| 15         | 5         | Kommunikation              | A Voice From the Other Side | 20. Sep. 2023            | 20. Sep. 2023                                  | Alik Sakharov  | Donald Joh                                    |
| 16         | 6         | Schwachstellen             | Pressure Points             | 27. Sep. 2023            | 27. Sep. 2023                                  | Brad Anderson  | Donald Joh Idee: Uzoamaka Maduka & Donald Joh |
| 17         | 7         | Projekt Idabel             | Down the Rabbit Hole        | 4. Okt. 2023             | 4. Okt. 2023                                   | Brad Anderson  | Dan Dietz                                     |
| 18         | 8         | Kosmischer Ozean           | Cosmic Ocean                | 11. Okt. 2023            | 11. Okt. 2023                                  | Claudia Llosa  | Aditi Brennan Kapil                           |
| 19         | 9         | Durchbruch                 | Breakthrough                | 18. Okt. 2023            | 18. Okt. 2023                                  | Mathias Herndl | Tatiana Suarez-Pico                           |
| 20         | 10        | Alte Freunde, neue Grenzen | Old Friends, New Frontiers  | 25. Okt. 2023            | 25. Okt. 2023                                  | Mathias Herndl | Simon Kinberg & Dan Dietz                     |

## Produktion und Veröffentlichung
Im Januar 2019 gab Apple dem Projekt grünes Licht für eine zehnfolgige erste Staffel. Entwickelt wurde die Serie von Simon Kinberg und David Weil. Als Showrunner wurde zwischenzeitlich Chad Feehan engagiert, der die Serie jedoch im September 2019 wieder verließ. Infiltration hatte ein Budget von 200 Millionen US-Dollar. Für die Besetzung wurden Sam Neill, Shamier Anderson, Golshifteh Farahani, Firas Nassar und Shiori Kutsuna engagiert.
Die Dreharbeiten sollten ursprünglich Mitte 2019 beginnen, jedoch hat sich der Beginn aufgrund von Kinbergs Arbeiten an dem Film The 355 verzögert. Die Dreharbeiten von Infiltration sollten in New York City, Manchester, Marokko und Japan stattfinden. Aufgrund der Corona-Pandemie wurden die Arbeiten von Mitte März bis August 2020 unterbrochen. Im Februar 2021 fanden die Dreharbeiten an einem der letzten Orte, Greenwich, statt. Die Dreharbeiten für die erste Staffel wurden am 15. März 2021 abgeschlossen.
Die Premiere der Serie fand am 22. Oktober 2021 mit der Veröffentlichung der ersten drei Episoden statt. Die verbleibenden Episoden wurden wöchentlich veröffentlicht.

## Rezeption
Bei der Website Rotten Tomatoes erzielt die Serie eine Bewertung von 41 Prozent mit einem durchschnittlichen Rating von 5.2/10, basierend auf 32 Kritiken. Als Zusammenfassung heißt es, Infiltration probiere, „einen slow burn zu meistern“, lasse „dabei jedoch die Spannung durch die nur schwer voranschreitende Story verpuffen“, die „die Zuschauer ungeduldig auf die Alien-Apokalypse warten“ lasse. Metacritic, die eine gewichtete Kritik verwendet, verlieh der Serie eine Bewertung von 50/100 basierend auf 14 Kritiken, was auf „gemischte oder durchschnittliche Bewertungen“ schließen lässt.
Daniel Fienberg vom Hollywood Reporter sagte, Infiltration stehe „auf der Grenze zu 10 Episoden voller Prolog“, der „so pur und unbefriedigend“ sei, dass „Evasion ein besserer Titel“ wäre. Er nannte die Serie „am Anfang unterhaltsam, dann nervend und letztendlich einfach verwirrend“, hob jedoch die Leistung von Sam Neill hervor.